# Svatá Juliána (Přední Kopanina)
Svatá Juliána je drobná církevní památka nedaleko obce Přední Kopanina. Nachází se na rozcestí pěti lesních cest na pomezí katastrálních území Horoměřice, Přední Kopanina a Tuchoměřice.

## Historie

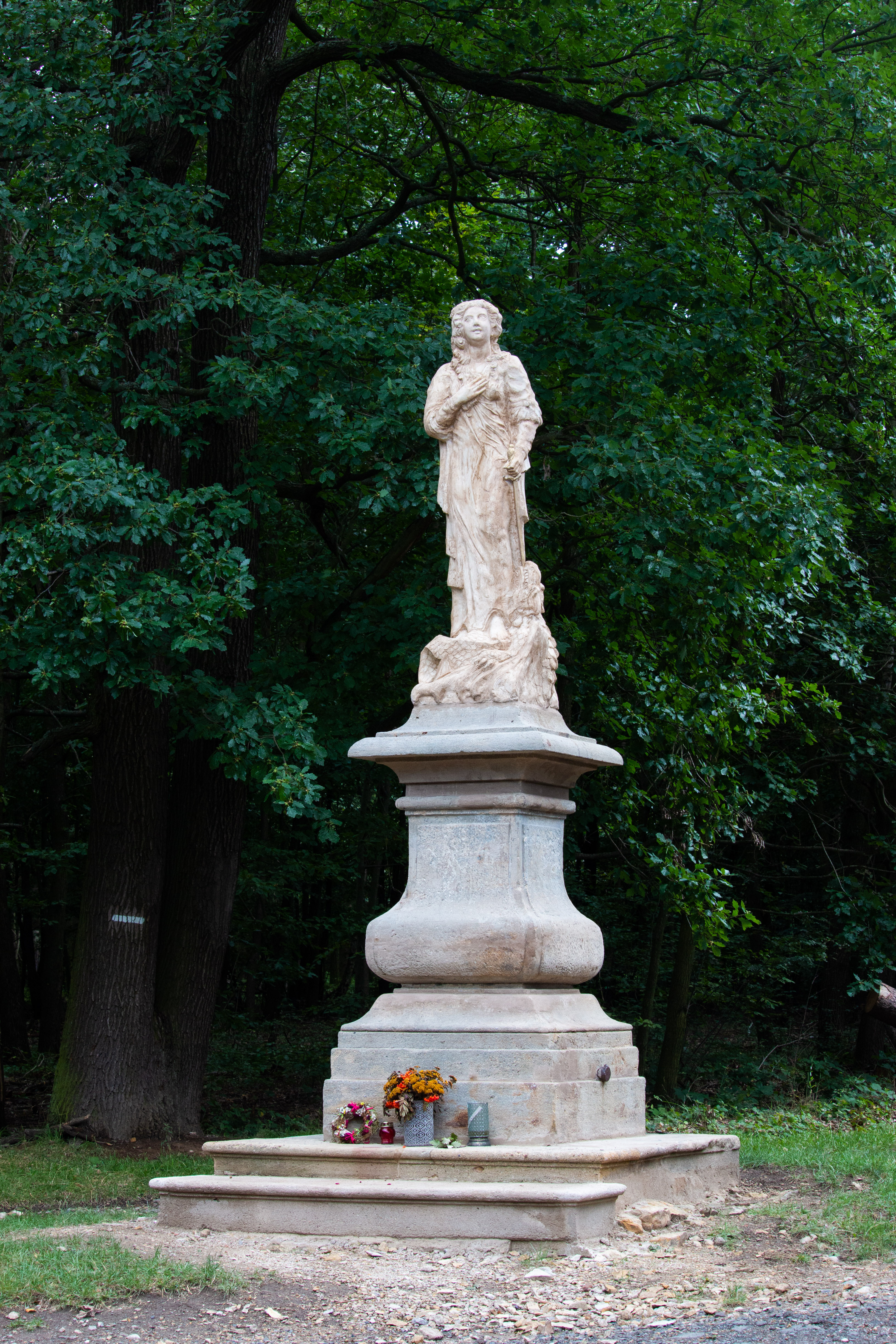
Obnovená socha svaté Juliány

O původu sochy existuje několik pověstí. Podle jedné z nich byla na tomto místě přepadena dívka vojenským zběhem. Vroucně se modlila ke svaté Juliáně a ta jí poskytla zázračnou ochranu. V kronice obce Přední Kopaniny místní kronikář pan Oldřich Volf píše:
Mezi Kopaninou a Tuchoměřicemi v lese stávala na dubu přibitá dřevěná socha svaté Juliány. Na tomto místě roku 1679 byla přepadena dívka od nestoudného vojína, ale vzývajíc svatou Juliánu z rukou jeho bez pohromy vyvázla.
Oldřich Volf, Kronika obce Přední Kopanina (citováno z popisné tabule na rozcestí)
Podle jiné pověsti zde rytíř Sukorád z Okoře zavraždil svou dceru Juliánu, která vzplála láskou k neurozenému synu mlynáře Vnislavovi a pokusila se s ním uprchnout. Pověst byla v 19. století námětem kramářské písně „Vnislav a Juliána“. Tuto pověst pan Oldřich Volf ve zmíněné kronice dokládá jako "výmysl lidské fantasie". Pověsti o pojmenování místa se vyskytují v řadě variant.
Je ale též možné, že místo je pojmenováno podle svaté Juliany z Lutychu.
Pravděpodobně v roce 1679 nechal tehdejší hospodářský správce Jiří Vysoký z Tuchoměřic umístit na strom na rozcestí dřevěnou sochu světice. Poté, co byla socha poškozena povětrností, nechal v roce 1734 P. Rudolf Budkovský, superior jezuitské rezidence v Tuchoměřicích, vztyčit na rozcestí sochu kamennou. Sochu údajně vytvořil umělec z okruhu Matyáše Bernarda Brauna. Podle popisu na tabuli u rozcestí to byl fráter Jan Siesmajer. 
V roce 1868 byla socha při prudké bouři sražena a rozbita. Zachovalo se z ní pouze torzo hlavy, které je uloženo ve Středočeském muzeu v Roztokách u Prahy. Od té doby byl na podstavci sochy umístěn dřevěný kříž, který tam zůstal po dobu 152 let.
V roce 2019 byl z iniciativy paní Moniky Pokorny ze Statenic založen Spolek pro obnovu sochy svaté Juliány. Spolek vyhlásil veřejnou sbírku na obnovu sochy. Na základě torza hlavy a dochované kresby původní sochy zhotovil sochař Jiří Genzer z Panenských Břežan repliku, která byla v srpnu 2020 umístěna na původní barokní podstavec, který opravil kameník David Hroník, sochu posvětil Jeho Milost P. Michael Josef Pojezdný, O.Praem. 

## Turistické cesty
Přes křižovatku Svatá Juliána vede červená turistická značená trasa 0018  a žlutá turistická značená trasa 6048. Dále sem vede cyklistická trasa A167.

## Galerie

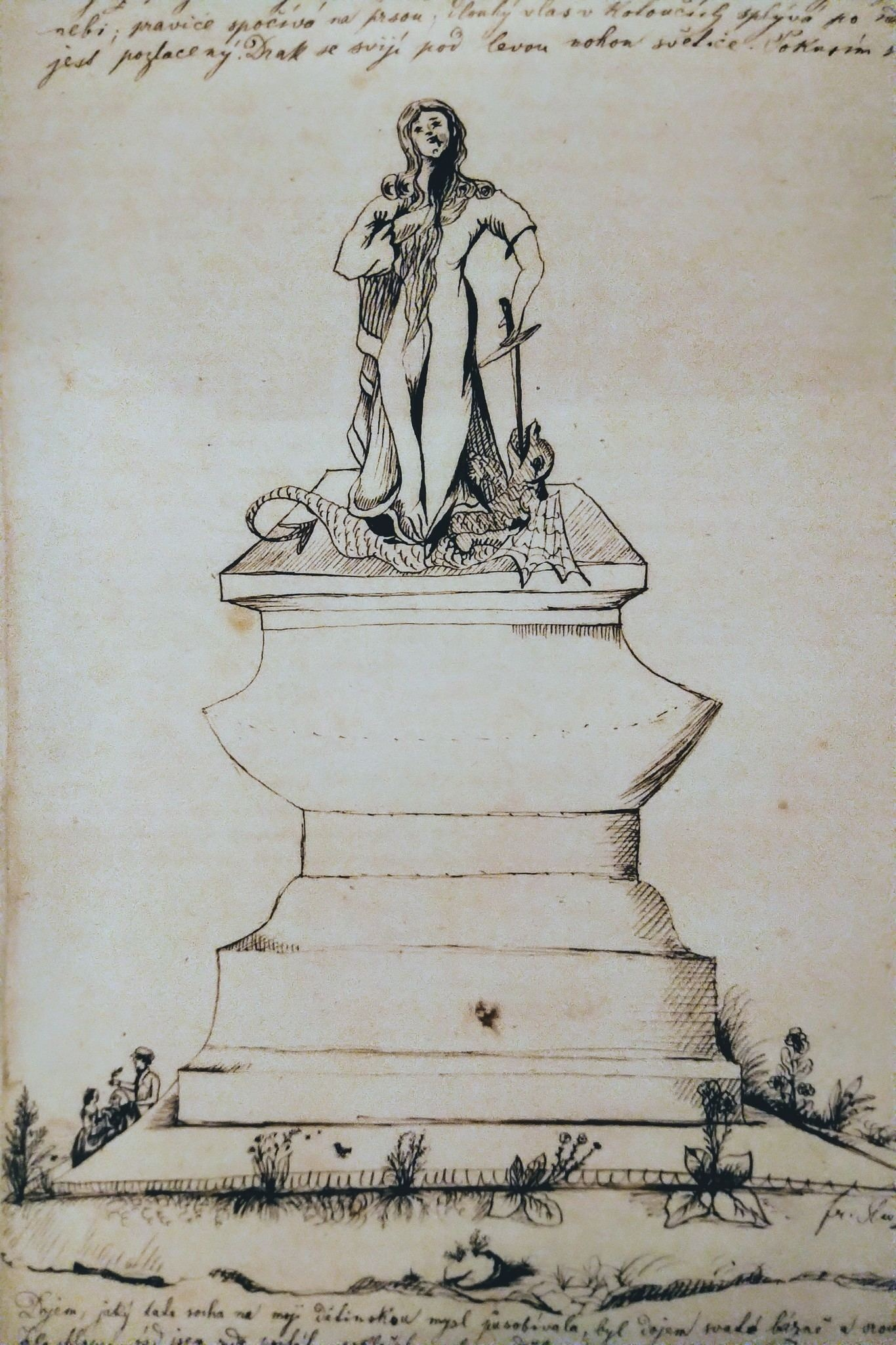
Vyobrazení sochy svaté Juliány z Kroniky mlýna kopanského od nejstarších dob do dnů našich, 1862.
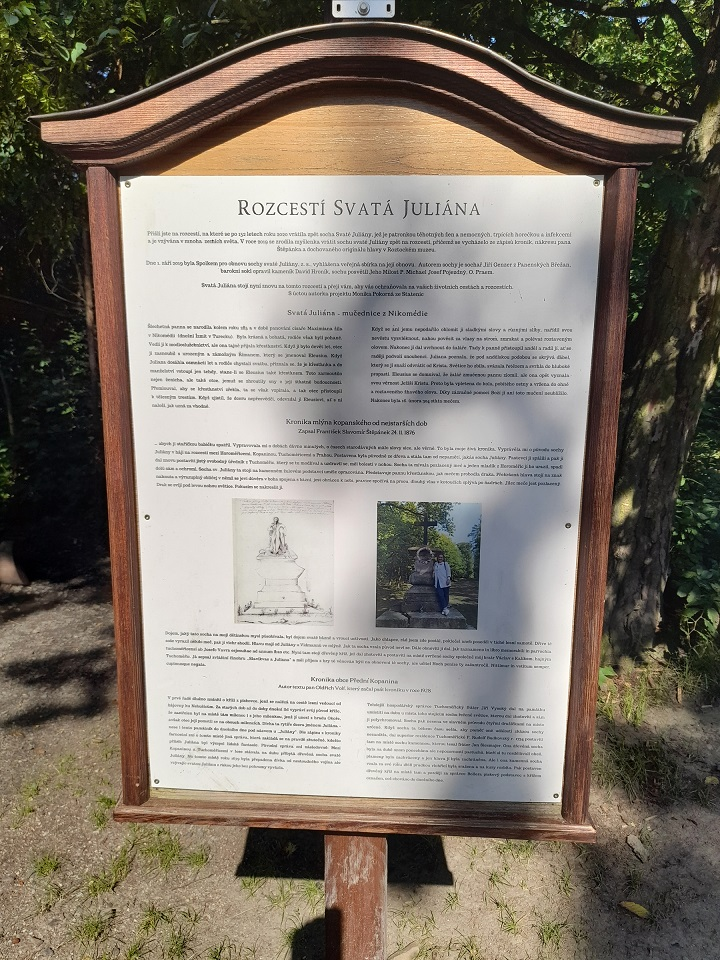
Svatá Juliána – lesní rozcestí u Přední Kopaniny, srpen 2023
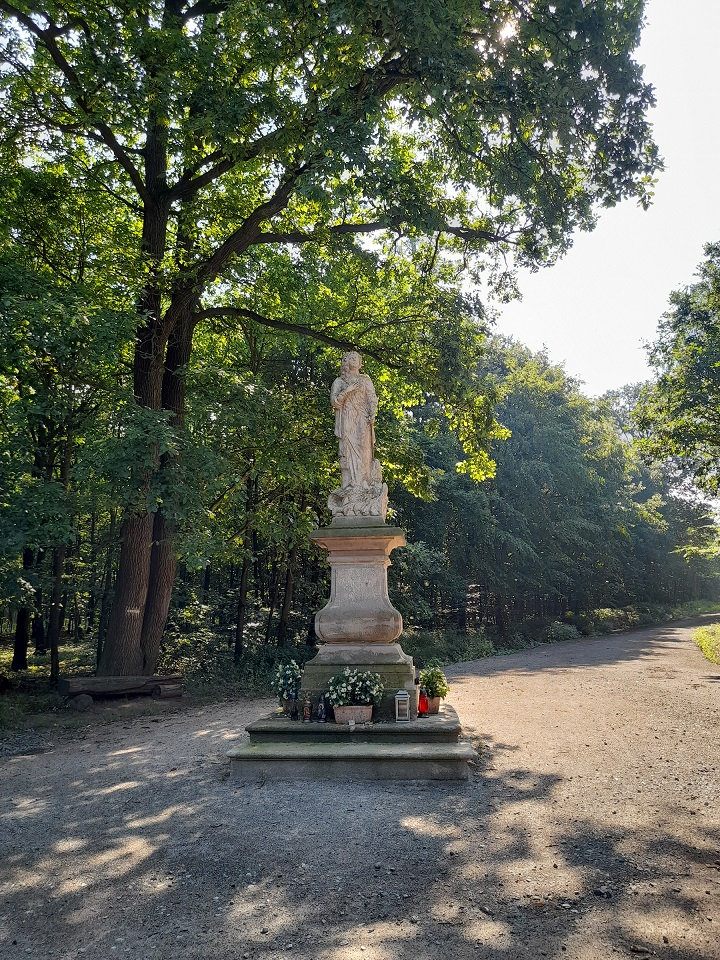
Pomník svaté Juliany – lesní rozcestí u Přední Kopaniny, srpen 2023
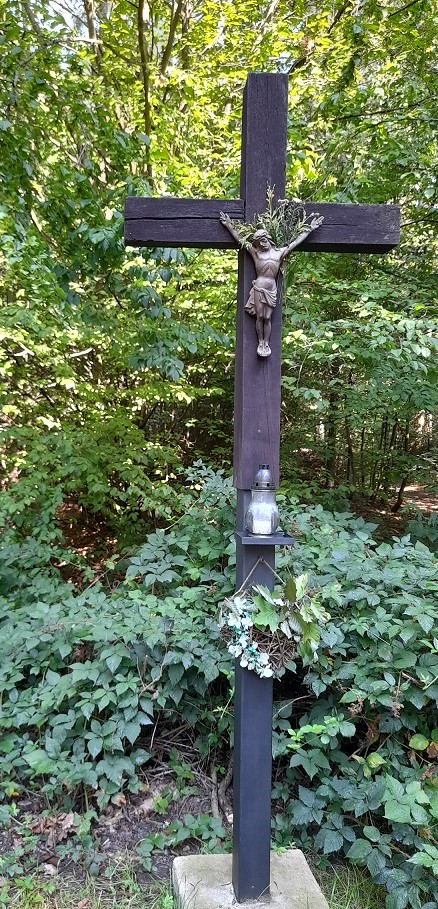
Dřevěný kříž na rozcestí Svatá Juliána u Přední Kopaniny, srpen 2023
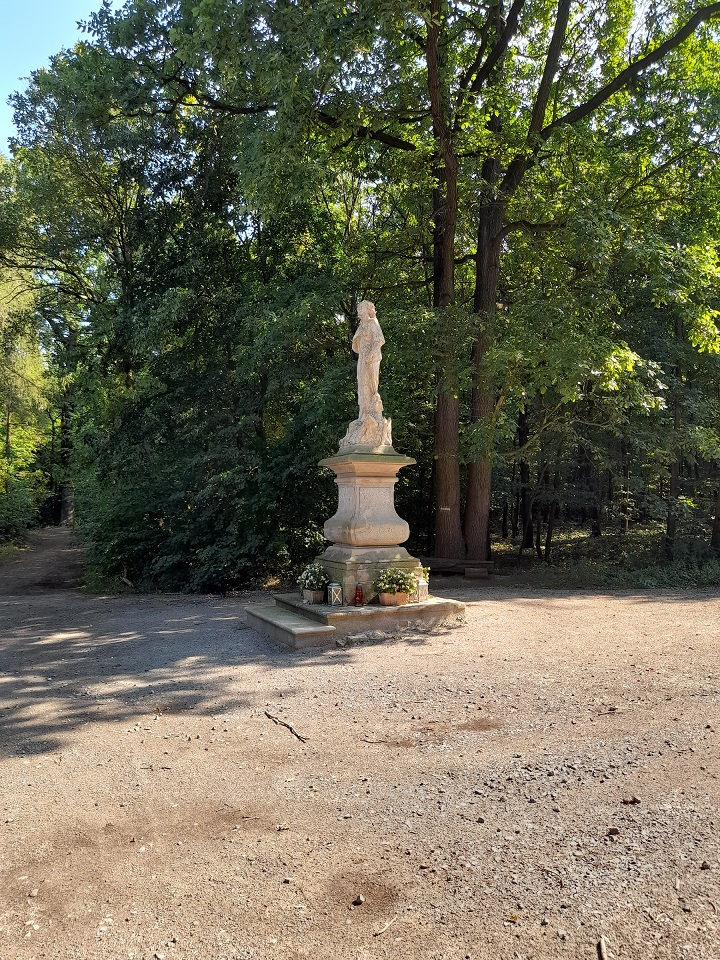
Kamenný pomník sv.Juliány s obnovenou sochou na lesním rozcestí u Přední Kopaniny – pohled z profilu; srpen 2023